# قدفع
قدفع روستای ساحلی کوچکی در نوار ساحلی کرانهٔ دریای عمان از توابع امارت فجیره از امارات هفتگانه دولت امارات متحده عربی. روستای قدفع در ۱۸ کیلومتری شمال شهر فجیره واقع شده‌است. مساحت روستا در حدود ۲۰ کیلومتر مربع می‌باشد که بیشتر زمینهایش حاصل‌خیز است به‌طوری‌که باغ‌های گوناگونی درختان مرکبات و میوه‌های مختلف به وفرت در روستا یافت می‌شود.

## محدوده قدفع
از شمال کوه حجر، از جنوب راه ارتباطی، از غرب روستای جدید، و از سمت مشرف در دریای عمان محدود می‌گردد.

## جمعیت
جمعیت روستا در حدود ۹۹ نفر (۴۰ خانوار) می‌باشند که از اهل سنت و مالکی مذهب هستند.
شغل وپیشهٔ مردم این روستا ماهی گیری
و کشاورزی و تجارت است. همچنین گروهی از مردم روستا نیز صناعت کشتی سازی پیشه گرفته‌اند.

## اماکن تاریخ وگردشگری
در این روستای شبه کوهستانی اماکن تاریخی و گردشگری متعددی وجود دارد که عبارت‌اند از:
- جبل الشعبة کوهی سر سبر و زیبا مخصوصاً در فصل زمستان وبهار.
- جبل الحفة
- جبل الأفطس
- رکبة القلعة
- رکبة سلیمان
- عریش إبراهیم غاری در دل کوه (جبل الراس).
- رکبة الحریا